# Myoxocephalus scorpioides
Myoxocephalus scorpioides är en fiskart som först beskrevs av Fabricius, 1780.  Myoxocephalus scorpioides ingår i släktet Myoxocephalus och familjen simpor. Inga underarter finns listade i Catalogue of Life.